# Archidium julicaule
Archidium julicaule är en bladmossart som beskrevs av C. Müller 1899. Archidium julicaule ingår i släktet Archidium och familjen Archidiaceae. Inga underarter finns listade i Catalogue of Life.